# 阪倉嘉一
阪倉 嘉一（さかくら よしかず、1946年または1947年 - ）は、日本の地方公務員。大阪府建築都市部長、大阪府住宅供給公社理事長を歴任。瑞宝双光章受章。

## 人物・経歴
大阪府庁入庁。2003年7月、石川哲久の後任として建築都市部長。建築物の環境配慮などを盛り込んだ温暖化防止条例の制定と建築物やその敷地の緑化を義務付ける自然環境保全条例の改正、天王寺区筆ケ崎町の住宅整備に取り組んだ。2006年3月、大阪府退職。同年4月 大阪府住宅供給公社常務理事、同年6月 同公社副理事長、2007年7月 同公社理事長、2009年3月 同職退任。2010年10月 財団法人日本建築総合試験所役員。竹中工務店技術担当顧問。武庫川女子大学建築学部非常勤講師。

## 栄典
- 2017年 秋の叙勲で国土交通行政事務功労により瑞宝双光章を受章[1]